# Одесский нефтеперерабатывающий завод
Одесский нефтеперерабатывающий завод (укр. Одеський нафтопереробний завод) — четвёртый по мощности украинский нефтеперерабатывающий завод и стратегически важный объект для экономики государства. Находится в Суворовском районе г. Одессы.

## История

### 1937—1991
Завод был построен в 1937 году и введен в эксплуатацию в 1938 году под наименованием Одесский крекинг-завод — как предприятие топливного направления с переработкой бакинских мазутов на установках термического крекинга вакуумной перегонки. 
После начала Великой Отечественной войны летом 1941 года установки завода были эвакуированы в Сызрань, где на их базе построили Сызранский нефтеперерабатывающий завод.
В 1949—1950 годы завод был восстановлен в соответствии с проектной схемой, дальше в течение многих лет периодически реконструировался. Впоследствии путём изменения технологической схемы установок НПЗ получил возможность перерабатывать нефть вместо мазута. С 1959 года ОНПЗ взял курс на автоматизацию процессов производства. В 60-е наращивались мощности первичной переработки нефти, были построены объекты водоснабжения и очистные сооружения. Большая реконструкция проводилась в 70-е годы, в результате которой были введены в действие установки первичной переработки и вторичной перегонки нефти, а также каталитического риформинга. Все технологические процессы завода переведены на оборотные системы водоснабжения. Построены эффективные очистные сооружения и остановлен сброс промстоков в Черное море.
В 1987 году гендиректором Одесского НПЗ стал Валерий Мельник.

### После 1991
В 1994-м введена в эксплуатацию установка гидроочистки дизельного топлива и авиакеросина, что позволило производить дизельное топливо и авиакеросин с содержанием серы до 0,05 массового процента. Установка построена «под ключ» итальянской фирмой CTIP. Также в середине 90-х одним из партнеров Одесского НПЗ стало совместное украинско-британское предприятие «Синтез Ойл». Фирма обновила на заводе несколько установок, построила дополнительные резервуары, реконструировала нижнюю площадку завода (как раз туда поступают нефтепродукты, предназначенные на экспорт) и три причала в нефтегавани — 2-й, 3-й и 4-й. 
27 июня 1996 года Кабинет министров Украины внёс завод в перечень предприятий, предназначенных к приватизации в соответствии с индивидуальными планами.
В августе 1997 года завод был внесён в перечень предприятий, имеющих стратегическое значение для экономики и безопасности Украины.
12 июня 1998 года Кабинет министров Украины утвердил решение о проведении в 1998—2005 гг. реконструкции производственных мощностей завода, 24 июня 1998 года контрольный пакет акций НПЗ (в размере 25% + 1 акция предприятия) был закреплён в государственной собственности на три года.
В 1998 году установка каталитического риформинга была переведена на новый катализатор американской фирмы UOP, что позволило заводу выпускать высокооктановые бензины марок А-80, А-92 и А-95. К этому времени компании «ЛУКОЙЛ» стала одним из поставщиков нефти на завод. Вместе с «Синтез Ойл» стороны создали совместное предприятие «ЛУК-Синтез Ойл Лтд», зарегистрированное на Британских Виргинских островах и в апреле 1999 года купили на конкурсе 51,9 % акций одесского завода. В марте 2000 года дочернее предприятие «ЛУКОЙЛ» — «ЛУК-Синт» — докупило 25%-ый пакет акций Одесского НПЗ на бирже. К этому времени на завершающей стадии уже были переговоры с «Синтезом» о выкупе принадлежащих ему акций НПЗ в СП «ЛУК Синтез Ойл Лтд». А уже в конце мая 2000 года «ЛУКОЙЛ» выкупил данный пакет акций. Вместе с акциями, купленными на вторичном рынке, консолидированный пакет «ЛУКойла» составил около 86 %. В результате было образовано ОАО «ЛУКОЙЛ-Одесский НПЗ»
После 13 лет практически бессменного руководства заводом Валерий Мельник уступил место сотруднику «ЛУКОЙЛ» Владимиру Гафнеру. В 2001—2004 годах компания провела капитальную модернизацию завода.
В течение следующих десяти лет завод работал с переменным успехом, что было связано с изменяющейся рыночной конъюнктурой украинского рынка.
В мае 2003 года собрание акционеров ОАО «ЛУКОЙЛ-Одесский НПЗ» избрало новым председателем правления Александра Афанасьева.
23 марта 2005 года исполняющим обязанности председателя правления ОАО «ЛУКОЙЛ-Одесский НПЗ» назначен Степан Глинчак.
11 мая 2006 года председателем правления ОАО «ЛУКОЙЛ-Одесский НПЗ» стал Алексей Коваленко.
14 мая 2009 года ОАО «ЛУКОЙЛ-Одесский НПЗ» решением собрания акционеров преобразовано в ПАО «ЛУКОЙЛ-Одесский НПЗ».
2009 год завод завершил с убытком 588,326 млн. гривен.
В октябре 2010 года в связи со значительным уменьшением показателей рентабельности переработки нефти, ее поставки на завод были остановлены, а само предприятие фактически прекратило свою работу. Также работа завода осложнялась трудностями с поставками нефти после изменения направления прокачки по трубопроводу Одесса — Броды, по которому он раньше получал сырье. В таком подвешенном состоянии Одесский НПЗ находился вплоть до начала 2013 года, когда им заинтересовалась украинская группа компаний ВЕТЭК (Восточно-европейская топливно-энергетическая компания). В марте 2013 года сторонам удалось достигнуть договоренности о продаже завода. ВЕТЭК приобрел у «ЛУКОЙЛ» 99.6 процента принадлежащих последнему акций НПЗ. Эта сделка вступила в силу, начиная с 1 июля 2013 года.
2 февраля 2011 года генеральным директором ПАО «ЛУКОЙЛ-Одесский НПЗ» назначен Валерий Чахеев.
По состоянию на начало 2013 года производственные мощности завода обеспечивали возможность переработки 2,8 млн. тонн сырой нефти в год.
В 2013 году завод был продан «Лукойлом» украинскому энергохолдингу ВЕТЭК (Восточно-европейская топливно-энергетическая компания») Сергея Курченко. Предварительным условием для приобретения завода стало содействие группы ВЕТЭК возврату Одесскому НПЗ из бюджета 200 млн. грн. многолетнего невозвращенного долга по НДС. После этого 99,6% акций ПАО «Одесский НПЗ» были проданы ВЕТЭК за $200 млн.
18 марта 2014 года набсовет ПАО «Одесский НПЗ» назначил исполнительным директором предприятия Елену Кирову.
2 апреля 2014 года генеральным директором ПАО «Одесский НПЗ» назначен Марк Эпштейн.
26 декабря 2014 года генеральным директором ПАО «Одесский НПЗ» назначен Василий Пономаренко.
В марте 2015 года Елена Кирова стала фактическим руководителем НПЗ, после отставки Василия Пономаренко.
6 мая 2015 года набсовет ПАО «Одесский НПЗ» уволил исполнительного директора Елену Кирову и назначил вместо нее Юрия Гапоченко.
В соответствии с решением Одесского хозяйственного суда от 28 декабря 2015 о банкротстве завода, в январе 2016 года государственная налоговая инспекция начала банкротство предприятия.
В 2014 году ПАО «Одесский НПЗ» был передан решением суда в оперативное управление ГП "УкрТрансНефтепродукт". Нынешним руководителем является Александр Горбунов. Позднее было создано отдельное подразделение "Одесский НПЗ", которое непосредственно подчиняется ГП "УкрТрансНефтепродукт". 
В марте 2019 года региональное отделение Фонда госимущества в Одесской области сообщило о завершении инвентаризации завода. Было установлено, что многие установки предприятия утратили свою работоспособность. Речь, в частности, идет о ректификационных колоннах, которые не были надлежащим образом законсервированы.

## Технические характеристики
Мощность Одесского НПЗ — 2,8 млн т нефти в год.
Завод имеет технические возможности по выпуску: А-98, А-95, А-92, А-80, дизельное топливо, вакуумный газойль, мазут, нефрас, реактивное топливо, газ сжиженный, нефтебитум дорожный, строительный, кровельный, серу.